# Episodi di Metropolitan Police (decima stagione)
La decima stagione della serie televisiva Metropolitan Police è stata trasmessa in anteprima nel Regno Unito dalla Independent Television tra il 4 gennaio 1994 e il 30 dicembre 1994.
| nº  | Titolo originale           | Titolo italiano | Prima TV UK       | Prima TV Italia |
| --- | -------------------------- | --------------- | ----------------- | --------------- |
| 1   | Games                      |                 | 4 gennaio 1994    |                 |
| 2   | Second Sight               |                 | 6 gennaio 1994    |                 |
| 3   | Darkness Before Dawn       |                 | 7 gennaio 1994    |                 |
| 4   | He Who Waits               |                 | 11 gennaio 1994   |                 |
| 5   | Mix and Match              |                 | 13 gennaio 1994   |                 |
| 6   | Dealer Wins                |                 | 14 gennaio 1994   |                 |
| 7   | No Job for an Amateur      |                 | 18 gennaio 1994   |                 |
| 8   | Judge and Jury             |                 | 20 gennaio 1994   |                 |
| 9   | The Mourning After         |                 | 21 gennaio 1994   |                 |
| 10  | Just Say No                |                 | 25 gennaio 1994   |                 |
| 11  | Mud Sticks                 |                 | 27 gennaio 1994   |                 |
| 12  | One Bad Turn               |                 | 29 gennaio 1994   |                 |
| 13  | Faith in the System        |                 | 1º febbraio 1994  |                 |
| 14  | Keeping Mum                |                 | 3 febbraio 1994   |                 |
| 15  | Double Vision              |                 | 4 febbraio 1994   |                 |
| 16  | No Access                  |                 | 8 febbraio 1994   |                 |
| 17  | Ways and Means             |                 | 10 febbraio 1994  |                 |
| 18  | Cutting It                 |                 | 11 febbraio 1994  |                 |
| 19  | Secrets                    |                 | 15 febbraio 1994  |                 |
| 20  | Bin-Men                    |                 | 17 febbraio 1994  |                 |
| 21  | Ducking and Diving         |                 | 18 febbraio 1994  |                 |
| 22  | Gone Away                  |                 | 22 febbraio 1994  |                 |
| 23  | Dead Men Don't Drive Cars  |                 | 24 febbraio 1994  |                 |
| 24  | Saturday Night's All Right |                 | 25 febbraio 1994  |                 |
| 25  | Ranks and Files            |                 | 1º marzo 1994     |                 |
| 26  | Business as Usual          |                 | 3 marzo 1994      |                 |
| 27  | Root of All Evil           |                 | 4 marzo 1994      |                 |
| 28  | Man to Man                 |                 | 8 marzo 1994      |                 |
| 29  | Menace                     |                 | 10 marzo 1994     |                 |
| 30  | Killjoys                   |                 | 11 marzo 1994     |                 |
| 31  | One of Them                |                 | 15 marzo 1994     |                 |
| 32  | Day of Reckoning           |                 | 17 marzo 1994     |                 |
| 33  | Sleeping with the Fishes   |                 | 18 marzo 1994     |                 |
| 34  | Fair Exchange              |                 | 22 marzo 1994     |                 |
| 35  | Last Rights                |                 | 24 marzo 1994     |                 |
| 36  | Mean Streak                |                 | 25 marzo 1994     |                 |
| 37  | Pig in the Middle          |                 | 29 marzo 1994     |                 |
| 38  | House Arrest               |                 | 31 marzo 1994     |                 |
| 39  | Clubbing Together          |                 | 1º aprile 1994    |                 |
| 40  | Pals                       |                 | 5 aprile 1994     |                 |
| 41  | Sold Out                   |                 | 7 aprile 1994     |                 |
| 42  | Last Orders                |                 | 8 aprile 1994     |                 |
| 43  | All the Comforts of Home   |                 | 12 aprile 1994    |                 |
| 44  | Wild Justice               |                 | 14 aprile 1994    |                 |
| 45  | Give Away                  |                 | 15 aprile 1994    |                 |
| 46  | Nowhere to Run             |                 | 19 aprile 1994    |                 |
| 47  | Final Straw                |                 | 21 aprile 1994    |                 |
| 48  | Bodyguard of Lies          |                 | 22 aprile 1994    |                 |
| 49  | Friends Like That          |                 | 26 aprile 1994    |                 |
| 50  | Disclosures                |                 | 28 aprile 1994    |                 |
| 51  | Big Eagle Day              |                 | 29 aprile 1994    |                 |
| 52  | Bottleneck                 |                 | 3 maggio 1994     |                 |
| 53  | Honour and Obey            |                 | 5 maggio 1994     |                 |
| 54  | Hot Off the Press          |                 | 6 maggio 1994     |                 |
| 55  | Killing Time               |                 | 10 maggio 1994    |                 |
| 56  | Butter Wouldn't Melt       |                 | 12 maggio 1994    |                 |
| 57  | All Things Nice            |                 | 13 maggio 1994    |                 |
| 58  | No Way to Treat a Lady     |                 | 17 maggio 1994    |                 |
| 59  | The Price                  |                 | 19 maggio 1994    |                 |
| 60  | Old Scores                 |                 | 20 maggio 1994    |                 |
| 61  | Branded                    |                 | 24 maggio 1994    |                 |
| 62  | Good Friends               |                 | 26 maggio 1994    |                 |
| 63  | RTA                        |                 | 27 maggio 1994    |                 |
| 64  | No Marks                   |                 | 31 maggio 1994    |                 |
| 65  | Sweetness and Light        |                 | 2 giugno 1994     |                 |
| 66  | Hey Diddle Diddle          |                 | 3 giugno 1994     |                 |
| 67  | Funny Money                |                 | 7 giugno 1994     |                 |
| 68  | Till Death Do Us Part      |                 | 9 giugno 1994     |                 |
| 69  | All Along the Watchtower   |                 | 10 giugno 1994    |                 |
| 70  | Snowblind                  |                 | 14 giugno 1994    |                 |
| 71  | Lesson to Be Learned       |                 | 16 giugno 1994    |                 |
| 72  | Dear John                  |                 | 17 giugno 1994    |                 |
| 73  | Within Limits              |                 | 21 giugno 1994    |                 |
| 74  | Tails You Lose             |                 | 23 giugno 1994    |                 |
| 75  | Gate Fever                 |                 | 24 giugno 1994    |                 |
| 76  | The Road Not Taken         |                 | 28 giugno 1994    |                 |
| 77  | Fallen Angel               |                 | 30 giugno 1994    |                 |
| 78  | A Touch of Braid           |                 | 1º luglio 1994    |                 |
| 79  | Masquerade                 |                 | 5 luglio 1994     |                 |
| 80  | Good Days                  |                 | 7 luglio 1994     |                 |
| 81  | Banned                     |                 | 8 luglio 1994     |                 |
| 82  | Parental Guidance          |                 | 12 luglio 1994    |                 |
| 83  | Settling the Score         |                 | 14 luglio 1994    |                 |
| 84  | High Drivers               |                 | 15 luglio 1994    |                 |
| 85  | Personal Space             |                 | 19 luglio 1994    |                 |
| 86  | Public Spirit              |                 | 21 luglio 1994    |                 |
| 87  | Dirty Laundry              |                 | 22 luglio 1994    |                 |
| 88  | Paying the Price           |                 | 26 luglio 1994    |                 |
| 89  | Best Interests             |                 | 28 luglio 1994    |                 |
| 90  | Easy Prey                  |                 | 29 luglio 1994    |                 |
| 91  | Unfinished Business        |                 | 2 agosto 1994     |                 |
| 92  | War of Nerves              |                 | 4 agosto 1994     |                 |
| 93  | Legacy                     |                 | 5 agosto 1994     |                 |
| 94  | Death and Taxes            |                 | 9 agosto 1994     |                 |
| 95  | In Too Deep                |                 | 11 agosto 1994    |                 |
| 96  | You Belong to Me           |                 | 12 agosto 1994    |                 |
| 97  | Looking for Mr Right       |                 | 16 agosto 1994    |                 |
| 98  | Skinning Cats              |                 | 18 agosto 1994    |                 |
| 99  | Full Contact               |                 | 19 agosto 1994    |                 |
| 100 | Partners                   |                 | 23 agosto 1994    |                 |
| 101 | On the Latch               |                 | 25 agosto 1994    |                 |
| 102 | Wall of Silence            |                 | 26 agosto 1994    |                 |
| 103 | Business Opportunities     |                 | 30 agosto 1994    |                 |
| 104 | A Little Learning          |                 | 1º settembre 1994 |                 |
| 105 | Right Way, Wrong Way       |                 | 2 settembre 1994  |                 |
| 106 | Instant Response           |                 | 6 settembre 1994  |                 |
| 107 | Washback                   |                 | 8 settembre 1994  |                 |
| 108 | Kickback                   |                 | 9 settembre 1994  |                 |
| 109 | Birthright                 |                 | 13 settembre 1994 |                 |
| 110 | Threats and Promises       |                 | 15 settembre 1994 |                 |
| 111 | Inside                     |                 | 16 settembre 1994 |                 |
| 112 | Back on the Chain Gang     |                 | 20 settembre 1994 |                 |
| 113 | Out in the Cold            |                 | 22 settembre 1994 |                 |
| 114 | Living Legend              |                 | 23 settembre 1994 |                 |
| 115 | Runners and Riders         |                 | 27 settembre 1994 |                 |
| 116 | Down and Out               |                 | 29 settembre 1994 |                 |
| 117 | Inquest                    |                 | 30 settembre 1994 |                 |
| 118 | Grey Matter                |                 | 4 ottobre 1994    |                 |
| 119 | Blackout                   |                 | 6 ottobre 1994    |                 |
| 120 | The Cold Consumer          |                 | 7 ottobre 1994    |                 |
| 121 | Saving Face                |                 | 11 ottobre 1994   |                 |
| 122 | Silent Partner             |                 | 13 ottobre 1994   |                 |
| 123 | One Born Every Minute      |                 | 14 ottobre 1994   |                 |
| 124 | Backlash                   |                 | 18 ottobre 1994   |                 |
| 125 | Taken on Trust             |                 | 20 ottobre 1994   |                 |
| 126 | Bridgework                 |                 | 21 ottobre 1994   |                 |
| 127 | Land of the Blind          |                 | 25 ottobre 1994   |                 |
| 128 | Indecent Exposure          |                 | 27 ottobre 1994   |                 |
| 129 | Pass the Parcel            |                 | 28 ottobre 1994   |                 |
| 130 | Cheap at Half the Price    |                 | 1º novembre 1994  |                 |
| 131 | The Sixth Age              |                 | 3 novembre 1994   |                 |
| 132 | Pipped at the Post         |                 | 4 novembre 1994   |                 |
| 133 | Mischief                   |                 | 8 novembre 1994   |                 |
| 134 | Taking Stock               |                 | 10 novembre 1994  |                 |
| 135 | The Melting Pot            |                 | 11 novembre 1994  |                 |
| 136 | No Name, No Number         |                 | 15 novembre 1994  |                 |
| 137 | Make Believe               |                 | 7 novembre 1994   |                 |
| 138 | Sleeping Dogs              |                 | 11 novembre 1994  |                 |
| 139 | Beg, Borrow or Steal       |                 | 22 novembre 1994  |                 |
| 140 | Work Experience            |                 | 24 novembre 1994  |                 |
| 141 | Down a Blind Alley         |                 | 25 novembre 1994  |                 |
| 142 | Creating a Market          |                 | 29 novembre 1994  |                 |
| 143 | Fly on the Wall            |                 | 1º dicembre 1994  |                 |
| 144 | King of the Hill           |                 | 2 dicembre 1994   |                 |
| 145 | Fathers and Sons           |                 | 6 dicembre 1994   |                 |
| 146 | A Feeling for the Job      |                 | 8 dicembre 1994   |                 |
| 147 | Closing Time               |                 | 9 dicembre 1994   |                 |
| 148 | Blood Pressure             |                 | 13 dicembre 1994  |                 |
| 149 | Appropriate Adults         |                 | 15 dicembre 1994  |                 |
| 150 | Throw the Key Away         |                 | 16 dicembre 1994  |                 |
| 151 | An Unconventional Approach |                 | 20 dicembre 1994  |                 |
| 152 | Fall Guy                   |                 | 22 dicembre 1994  |                 |
| 153 | Stuffed                    |                 | 23 dicembre 1994  |                 |
| 154 | Dearly Departed            |                 | 27 dicembre 1994  |                 |
| 155 | Returning the Call         |                 | 29 dicembre 1994  |                 |
| 156 | Licensed to Kill           |                 | 30 dicembre 1994  |                 |